# Kiepertøya
Kiepertøya est une  île du Svalbard dans le Détroit d'Hinlopen. Elle fait partie de l'archipel des Bastianøyane dont elle est la deuxième plus grande île.

## Géographie
L'île est composée de deux parties : une partie à l'est d'une longueur de 2,7 km orientée est-ouest et d'une partie à l'ouest d'une longueur de 3,5 km orientée nord-sud. Les deux parties sont reliées par une dune.
Les îles les plus proches sont celles de Deegenøya, située 770 m à l'ouest et Tobiensenøya, située 2,1 km au sud.

## Géologie
Elle est formée de falaises de basalte. Au nord l'île atteint les 31 m d'altitude, au sud-ouest 35 m et à l'est 34 m.

## Histoire
L'île a été découverte en 1867 par Nils Fredrik Rønnbeck, un explorateur polaire suédo-norvégien, le premier à réussir à faire le tour du Spitzberg en bateau.
L'île a été nommée lors de la première expédition polaire allemande en 1868. L'île doit son nom à Heinrich Kiepert, un géographe et cartographe allemand.

## Faune
La faune de l'île se résume principalement aux ours polaires.